# 安善英
安善英（韓語：안선영，1976年2月24日—），女，韓國演員。

## 演藝經歷
2000年入選MBC第11期公開甄選笑星出道，之前作為有線電視台的主播活動。
2013年10月與三歲年下的釜山出身企業家結婚，與丈夫同為慶星大學校友。婚後多在綜合編成頻道的節目中活躍。

## 演出作品

### 電視劇
- 2003年：SBS《愛情萬歲》
- 2004年：SBS《最後的舞請與我一起》飾演 秋宣英
- 2005年：KBS《玫瑰色人生》飾演 潘誠海
- 2006年：KBS《再見先生》
- 2006年：EBS《祕密的校園》飾演 朴美淑
- 2006年：MBC《狐狸啊，你在做什麼？》飾演 朴勝惠
- 2007年：SBS《愛情殺手吳水晶》飾演 李英愛
- 2007年：MBC《蘿蔔泡菜》
- 2007年：SBS《完美鄰居》
- 2008年：MBC《你是誰》飾演 女秘書
- 2009年：KBS《薔花紅蓮》
- 2010年：SBS《婦產科女醫生》飾演 李淑貞
- 2011年：KBS《Dream High》飾演 姜伍善
- 2011年：Channel A《女人的色彩》飾演 宋藝真
- 2013年：tvN《驚豔的她》飾演 陳寶如
- 2014年：KBS《真是好時節》飾演 趙秀芝
- 2014年：MBC《改過遷善》飾演 李愛淑
- 2014年：SBS《皮諾丘》飾演 Quiz Show的節目作家
- 2015年：KBS《我們家蜜罈子》飾演 崔正美
- 2018年：KBS《車達萊夫人的愛情》飾演 吳達淑

### 電影
- 2004年：《幼齒老婆》
- 2004年：《S Diary》（客串）
- 2004年：《我男朋友的羅曼史》（客串）
- 2005年：《Jeni，Juno》
- 2005年：《The Art Of Seduction》
- 2006年：《The Railroad》
- 2006年：《誰上我的床（朝鲜语：누가 그녀와 잤을까?）》飾演 女教授（特別出演）
- 2007年：《Lee Dae Geun Family》
- 2014年：《時尚王》

## 綜藝節目
- 2021-2022年：Channel A《想再次變得火熱的困難夫婦》主持人

## 外部連結
- 安善英的Instagram帳戶
- 安善英在NAVER上的资料
- 安善英在Daum上的资料